# أولاد الميدي (أهل وادزا)
أولاد الميدي هي إحدى مشيخات المملكة المغربية، تتبع جغرافيا لإقليم تاوريرت وإداريًا لأهل وادزا. يقدر عدد سكانها بـ 2099 نسمة حسب الإحصاء الرسمي للسكان والسكنى لسنة 2004 يتكون سكانها من أمازيغ زناتة حيث يتداولون الأمازيغية كلغة يومية بينهم .